# Tomasz Żołnierkiewicz

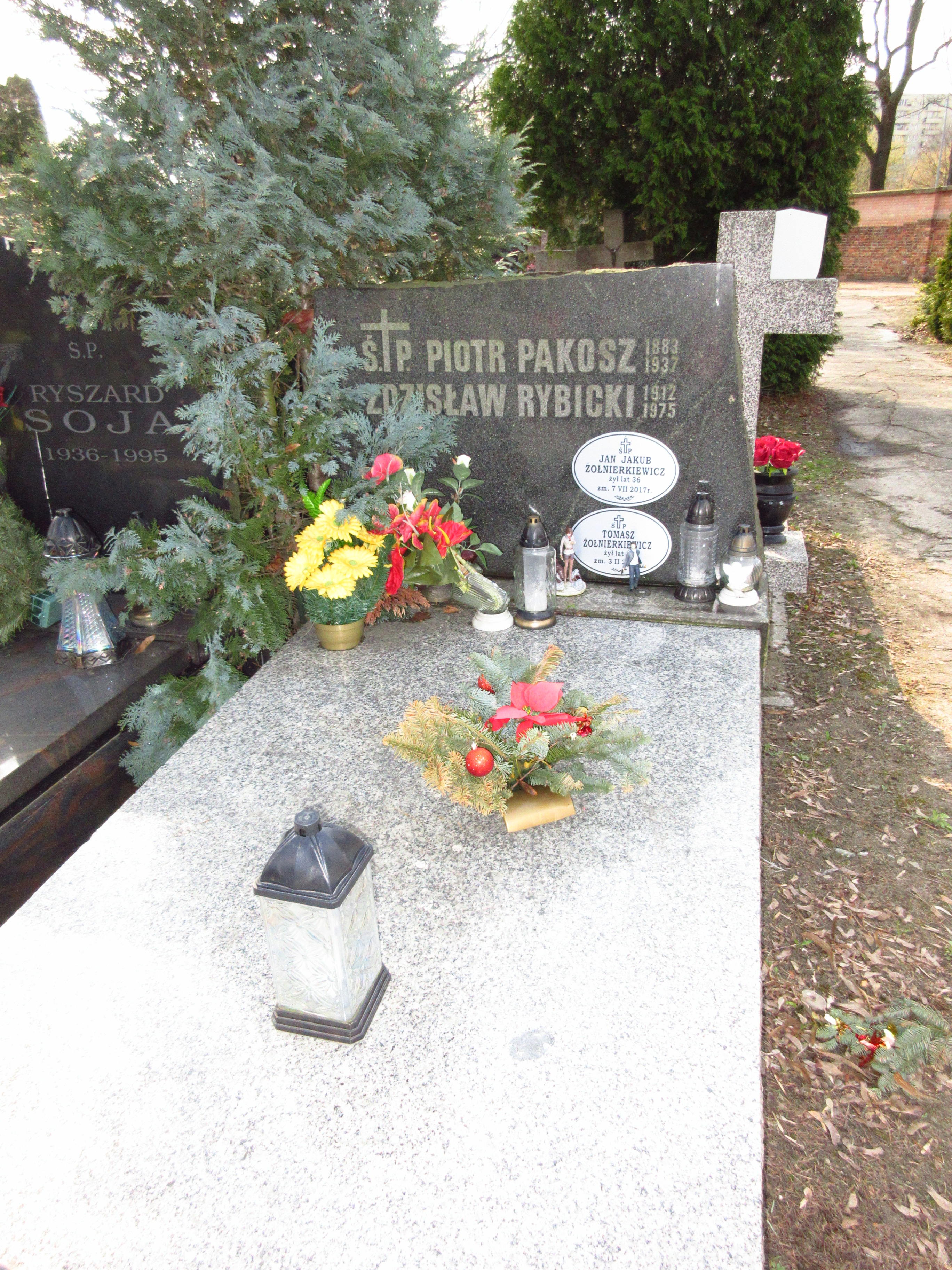
Grób profesora Tomasza Żołnierkiewicza na cmentarzu Bródnowskim

Tomasz Żołnierkiewicz (ur. 3 stycznia 1935 w Odcedzie lub w Stołpcach, zm. 3 lutego 2018) – polski malarz, profesor sztuk plastycznych, profesor zwyczajny Akademii Sztuk Pięknych w Warszawie.

## Życiorys
W latach 1955–1961 odbył studia w Wydziale Malarstwa Akademii Sztuk Pięknych w Warszawie w pracowniach prof. Eugeniusza Arcta i Janusza Strzałkowskiego. W pracowni prof. Artura Nacht-Samborskiego uzyskał dyplom z wyróżnieniem. W 1962 został asystentem w Wydziale Malarstwa ASP w Warszawie w pracowni prof. Stefana Gierowskiego oraz w pracowni prof. Witolda Millera. W latach 1965–1968 był asystentem prof. Artura Nacht-Samborskiego, zaś w latach 1968-1970 w Wydziale Malarstwa i Grafiki ASP u prof. Jana Ignacego Wodyńskiego. W 1979 został kierownikiem Pracowni Rysunku na Wydziale Malarstwa ASP. W 1991 objął stanowisko profesora nadzwyczajnego. W 1999 został profesorem sztuki. Został zatrudniony na stanowisku profesora zwyczajnego.
13 lutego 2018 został pochowany na cmentarzu Bródnowskim w Warszawie (kwatera 48K-3-32).